# 日本再興戦略

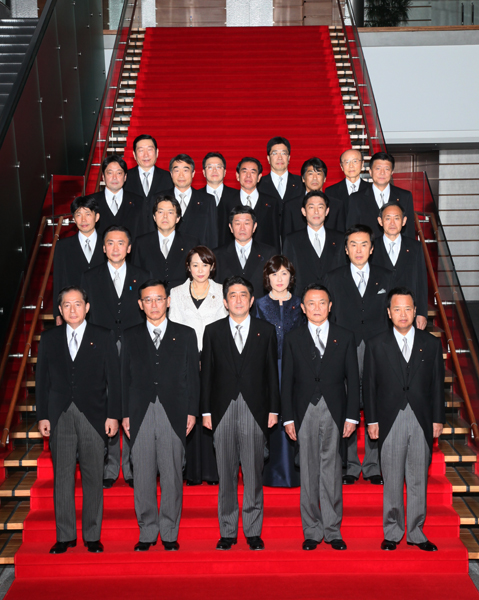
第2次安倍内閣

日本再興戦略（にほんさいこうせんりゃく）とは第2次安倍内閣による成長戦略。2013年6月14日に閣議決定した。2014年、2015年、2016年と改訂されている。
2020年の日本経済再生本部廃止に伴い終了。

## 日本再興戦略 ―JAPAN is BACK―
日本再興戦略 ―JAPAN is BACK―は、アベノミクスの「三本の矢」の「第三の矢」として日本経済再生本部によって名付けられた成長戦略。産業競争力の向上を目的とし、以下の3つのアクションプランによって構成されている。
- 日本産業再興プラン
日本の産業再生と雇用創出を目指す。
  1. 緊急構造改革プログラム（産業の新陳代謝の促進）
  2. 雇用制度改革・人材力の強化
  3. 科学技術イノベーションの推進
  4. 世界最高水準のIT社会の実現
  5. 立地競争力の更なる強化
  6. 中小企業・小規模事業者の革新
- 戦略市場創造プラン
未来産業の育成を目指す。
  1. 国民の「健康寿命」の延伸
  2. クリーン・経済的なエネルギー需給の実現
  3. 安全・便利で経済的な次世代インフラの構築
  4. 世界を惹き付ける地域資源で稼ぐ地域社会の実現
- 国際展開戦略
日本経済の国際化発展を支援する。
  1. 戦略的な通商関係の構築と経済連携の推進
  2. 海外市場の獲得のための戦略的取組
  3. 我が国の成長を支える資金・人材等に関する基盤の整備

## 日本再興戦略改訂2014 ―未来への挑戦―
2014年6月に閣議決定された。
2013年版の3つのアクションプランそれぞれのKPIが明示され、施策の進捗確認と新たに講ずべき具体策が提示された。
女性活躍推進や電力自由化などが生まれ、コーポレート・ガバナンスの強化によって、民間企業に「稼ぐ力」を取り戻させようとう動きは、日本国外の投資家などから高く評価された。
- 日本版コンパッショネート使用の導入
- 新たな保険外併用の仕組み「患者申出療養（仮称）」の創設

## 日本再興戦略改訂2015 ―未来への投資・生産性革命―
「未来投資による生産性革命」として以下の3つを目標に、具体的な施策が提言された。
1. 「稼ぐ力」を高める企業行動を引き出す
2. 新時代への挑戦を加速する
3. 個人の潜在力の徹底的な磨上げ

施策は、生産性向上と地域活性化（ローカル・アベノミクス）の推進に大別される。
生産性の向上のための施策
- コーポレート・ガバナンスの更なる強化
- イノベーション・ベンチャーの創出
- 第四次産業革命
- 多様な人材の活用とその強化

地域活性化の施策
- 中小企業・事業者やサービス産業の生産性向上
- 農林水産業、医療・介護、観光産業の基幹産業化
- 官製市場の民間開放

これまでの成長戦略においては、地域活性化のウェイトは全体の政策に占める割合は小さかったが、2015版では大幅に地域活性化の政策が増えている。地域活性化の基本的な姿勢としては「集約」と「ネットワーク」が掲げられているが、列挙された具体策については、限定的な効果しか持たないと思われるものが多いため、効果については疑問の声もある。

## 日本再興戦略改訂2016 ―第4次産業革命に向けて―
前年までの政策誘導では不十分だったとし、将来像や中期目標から逆算して具体的改革のロードマップを策定した。
ニッポン一億総活躍プラン
2016年6月2日に閣議決定された。働き方改革と生産性の向上に取り組むことを柱する。
非正規雇用労働者の待遇改善、最低賃金の引き上げ、高齢者雇用の促進、子育てや介護支援の充実といった政策が含まれ、以下のようなロードマップが策定されている。
- 2025年度までに希望出生率1.8を達成
- 2017年度末までに50万人分の保育受け皿整備
- 2025年度までに介護離職0達成
- 2020年代初頭までに介護施設50万人分整備
- 2018年度までに『同一労働同一賃金』実現の指針策定

また、2017年度に予定していた消費増税を2年半先送りにすることも決定されたが、「2020年度に基礎的財政収支黒字化を目指す」目標はそのままであり、増税延期は目標達成の難易度を高めたと考えられる。
2018年2月に了承された2017年度報告書によれば、日本再興戦略2016で主要施策に設定された134目標のうち、60は目標年次への積み上げが順調に行われており、「2020年に訪日外国人旅行者を4000万人」にする目標のように2017年推計で2869万人と達成ペースを85万人上回ったようなものもある。しかし、54の施策では目標達成ペースを下回っており、一例として「農業生産者が利用する農地の割合を2023年に8割」とする目標では、2016年度末の時点で54%（達成ペースは58%）、「転職率を2018年に9%」の目標は2016年は8%（達成ペースは8.9%）となっている。